# Масахиро Ендо
Масахиро Ендо (јап. 遠藤 昌浩; 15. август 1970) бивши је јапански фудбалер.

## Каријера
Током каријере је играо за Џубило Ивата, Верди Кавасаки, Шимицу С-Пулс и многе друге клубове.

## Репрезентација
За репрезентацију Јапана дебитовао је 1994. године. За тај тим је одиграо 8 утакмица.

## Статистика
| Јапан  | Јапан   | Јапан  |
| Година | Наступи | Голови |
| ------ | ------- | ------ |
| 1994.  | 8       | 0      |
| Укупно | 8       | 0      |